# Wassili Matwejewitsch Serow

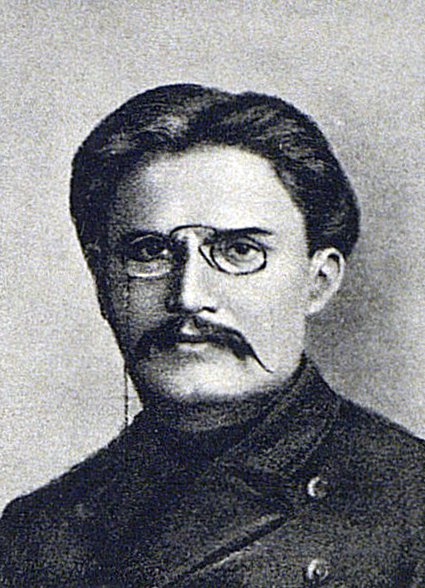
Wassili Matwejewitsch Serow

Wassili Matwejewitsch Serow (russisch Василий Матвеевич Серов; * 29. Dezember 1878 in Chwalynsk; † 4. September 1918 in Tschita) war ein russischer Revolutionär und einer der Leiter des Kampfes für die Errichtung der Sowjetmacht in Burjatien. 

## Leben
Serow, Sohn einer Heimarbeiterfamilie, schloss sich 1902 der Sozialdemokratischen Arbeiterpartei Russlands (SDAPR) an. Nach Abschluss des Kasaner Lehrerinstituts (1899) arbeitete Serow als Lehrer in Atkarsk. Ab 1902 war er Gasthörer an der Petersburger Universität und leitete dort einen sozialdemokratischen Studentenzirkel. Serow nahm an der Revolution von 1905–07 teil und wurde 1907 zum Abgeordneten der Zweiten Staatsduma für das Gouvernement Saratow gewählt. Er war dort Mitglied des bolschewistischen Teiles der sozialdemokratischen Fraktion. Serow war Delegierter des V. Parteitages der SDAPR (1907) in London. Ende 1907 wurde er zusammen mit anderen sozialdemokratischen Abgeordneten der Duma zu 5-jähriger Zwangsarbeit und zur Verbannung nach Ostsibirien verurteilt. Dort setzte Serow seine revolutionäre Tätigkeit fort. Vom März 1917 bis zum August 1918 war er der Vorsitzende des Werchneudinsker Sowjets. Im August 1918 wurde er von den Weißgardisten in Tschita gefangen genommen und zu Tode gequält.

## Ehrungen
1959 wurde in Ulan-Ude ein Denkmal zu seinen Ehren errichtet. Zahlreiche Straßen in Russland tragen seinen Namen.